# Posten
Posten (firma Posten AB (publ.)) var ett aktiebolag bildat 1994, vilket var Sveriges dominerande postoperatör och det enda företaget som erbjöd posttjänster över hela landet. Föregångare till Posten var Postverket, ett statligt affärsverk med anor som sträcker sig tillbaka till 1636. Sedan Postverket bolagiserades 1994 har antalet postterminaler successivt minskat, och sedan 2008 var antalet terminaler nio.
Fram till 2009 ägdes företaget direkt av svenska staten, men den 24 juni 2009 skedde ett samgående mellan svenska Posten och Post Danmark. 2015 bytte man namn på den svenska verksamheten till Postnord (egen stavning: PostNord AB och postnord).

## Historia

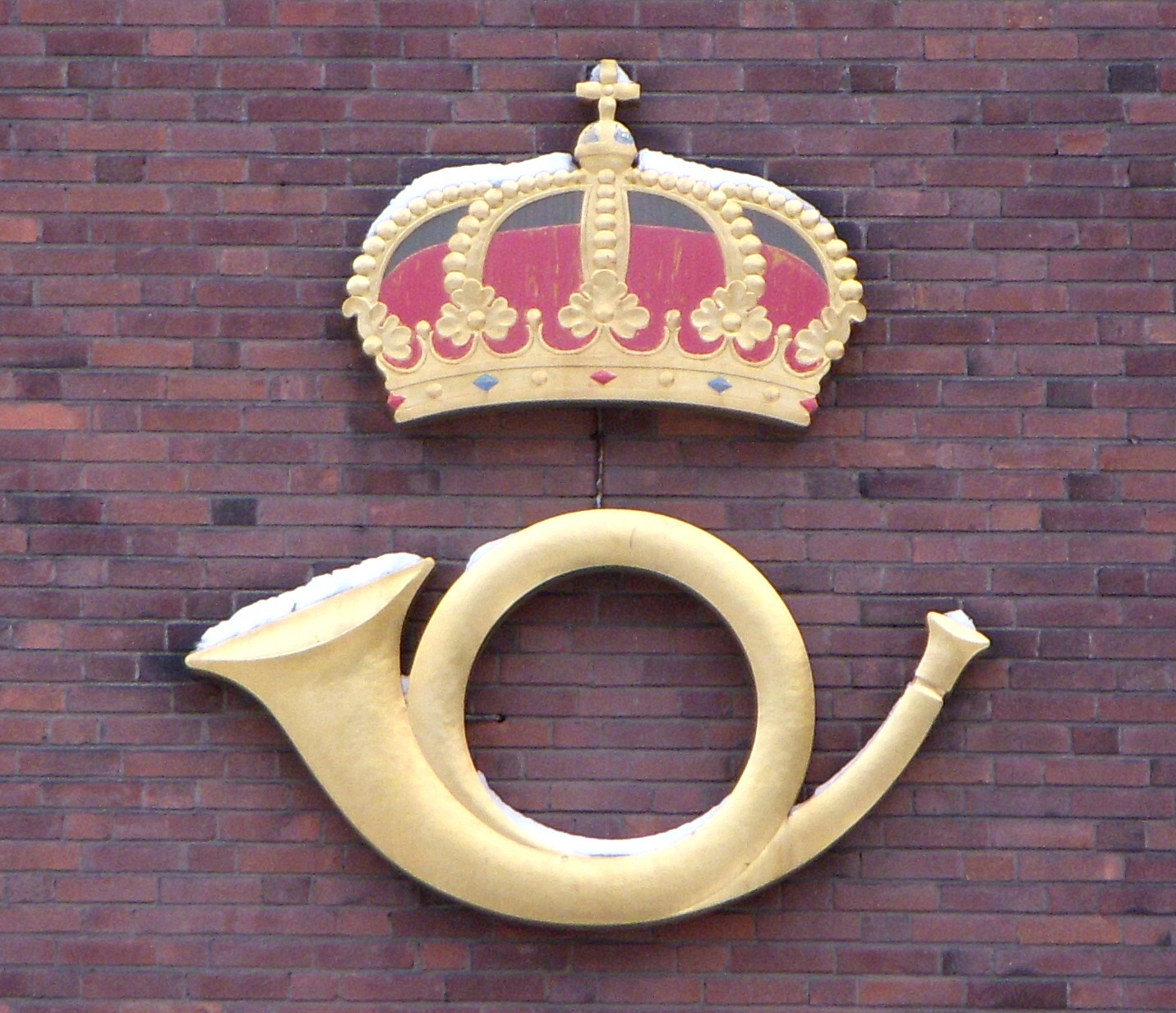
Postverkets logotyp på Posthuset vid Gullmarsplan.

Det svenska postverket skapades 1636 i form av ett regale (postregale). Postsrådet beslutade efter förslag av rikskanslern Axel Oxenstierna. Enhetsportot tillkom 1 juli 1855.
Postens ljudbrev var ett projekt som Posten hade på tidigt 1980-tal. Produkten som fanns på marknaden var helt enkelt ett färdigt paket med en färdigfrankerad vadderad gul påse innehållande ett vanligt kassettband där man kunde tala in sin hälsning/gratulation. Tidigare fanns lördagsutbärning. Den upphörde 28 mars 1987.

### Avregleringen
Den svenska postmarknaden är konkurrensutsatt sedan 1993 då brevmonopolet slopades. Postlagen föreskriver lika villkor för postoperatörerna med ett viktigt undantag: Posten måste som enda operatör erbjuda rikstäckande service med befordran av A-post dagen efter den postats. Trots detta var Postens andel av brevmarknaden över 90 % år 2003.

### Förändringar i servicenätet
Under 2000-talets första år gjorde Posten en omfattande förändring av servicenätet. De traditionella postkontoren lades ner och ersattes av Företagscenter (dåvarande Postcenter, främst avsedda för företag) och Postombud (tidigare serviceställen/partner) för brev och paket (till exempel bensinstationer, livsmedelsbutiker). Dessa två symboliseras genom Postens nya ikonspråk som återkommer i Postens reklam. Postens kassatjänster flyttades till ett dotterbolag med namnet Svensk Kassaservice. Även Postens logotyp, brevlådor, brevbäraruniformer och fordon fick ny utformning och färgsättning.

## Ungdomstidningen OSA
År 1992 startade Posten ungdomstidningen OSA (om svar anhålles). Konceptet skapades av Brand Management och Ajje Ljungberg samt Rolf Skjöldebrand. Ett koncept i form av en tidning, en skolkalender, ett TV-program och sedermera en webb-sajt. Tidningen O.S.A skulle fungera som ett community i pappersformat och bestod av insändare och allmänt klotter. Målsättningen var att "bevara det skrivna ordet och vara ett åsiktsorgan för unga människor". Tidningen delades ut gratis i skolor, på SF-biografer och i klädbutiker. 1995 startades O.S.A på nätet, Sveriges första webb community efter att tidigare enbart funnits på Bulletin Board system. Internetsajten vann pris som årets community 1998. År 1999 lades tidningen ned då insändare i pappersformat inte längre var lika populärt. En orsak till detta var att projektet inte låg inom Postens kärnaffär. 

## Torget.se
Sommaren 1995 bestämde Postens dåvarande generaldirektör Ulf Dahlsten och brevchef Börge Österholm att Posten skulle satsa på en webbsida på nätet som skulle fungera som en digital marknadsplats där företag kunde erbjuda varor och tjänster. Knappt ett år senare lanserades därför portalen Torget.se som även innehöll chattar, forum och användarskapade webbplatser samt hade en redaktion. Sidan skapades av Icon Medialab och dess chefredaktör var Mattias Hansson. Intäkterna uteblev dock då användarna främst ägnade sig åt att chatta snarare än att handla över nätet. Posten satsade över 900 miljoner på Torget och satsningen gick till historien som ett av Sveriges dyraste it-projekt. Torgets största konkurrent var Telias satsning Passagen och det faktum att två stora aktörer tidigt satsade på internet har framhållits som viktigt för Sveriges internetutveckling.

## Koncernchefer för Posten AB
- 1988–1999 Ulf Dahlsten
- 1999–2002 Lennart Grabe
- 2002–2003 Börge Österholm
- 2003–2008 Erik Olsson
- 2008–2011 Lars G. Nordström
- 2011–2013 Lars Idermark
- 2013–2019 Håkan Ericsson
- 2019– Annemarie Gardshol

## Lista över Postens divisioner och dotterbolag
- Posten Meddelande AB med tillhörande dotterbolag
  - AddressPoint AB
  - Direct Link
  - Svensk Adressändring
  - Tidningstjänst AB (TAB)

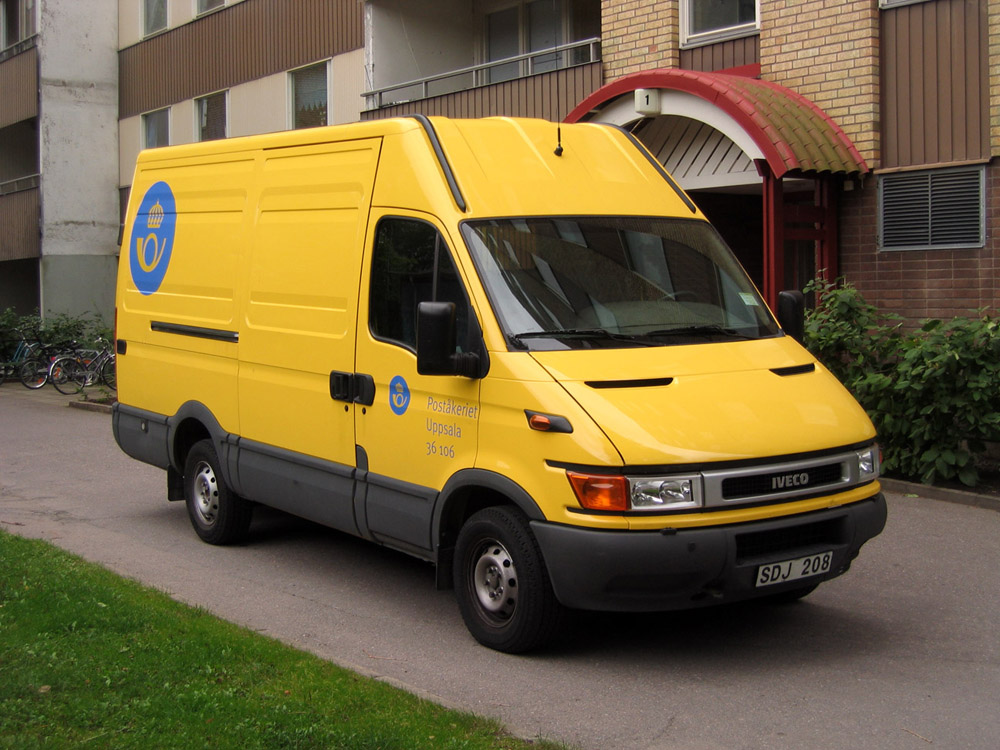
En Iveco Daily från Posten Logistik Uppsala

- Posten Logistik AB med tillhörande dotterbolag
  - Hultberg Inrikes Transporter (HIT)
  - Posten Express PEX AB
  - DPD - Dynamic Parcel Distribution -  riktar sig mot företag och försändelser inom Europa och Sverige.
  - Posten Sjukvårdslogistik AB (före detta Länsdepån Gävleborg AB)
  - Poståkeriet Sverige AB (PÅKAB)
  - Tollpost-Globe AS
- Strålfors AB
- Svensk Kassaservice AB (avvecklat under 2008)

## Terminaler
Den 29 september 2010 meddelade Postnord att de planerar en miljardinvestering i en ny terminalstruktur. Detta genom att två nya brevterminaler i Sverige byggs i Hallsberg längs med Västra stambanan och i Rosersberg längs med Ostkustbanan. Terminalen i Hallsberg är planerad att stå klar senast 2013[uppföljning saknas]; i samband med detta stängs brevterminaler i Karlstad och Västerås. Terminalen i Rosersberg är planerad att stå klar senast 2014[uppföljning saknas] och den kommer att överta verksamheten i Tomteboda, Uppsala och delar av verksamheten vid brevterminalen i Årsta. Vidare kommer Postens ODR-terminal i Norrköping att stängas 2014[uppföljning saknas], och dess verksamhet fördelas på Hallsberg och Årsta. Postens paketterminal i Ånge planeras även den att stängas 2014[uppföljning saknas], för att fördela verksamheten på nybyggda terminaler i Sundsvall, Östersund, Umeå och Luleå.

## Bildgalleri

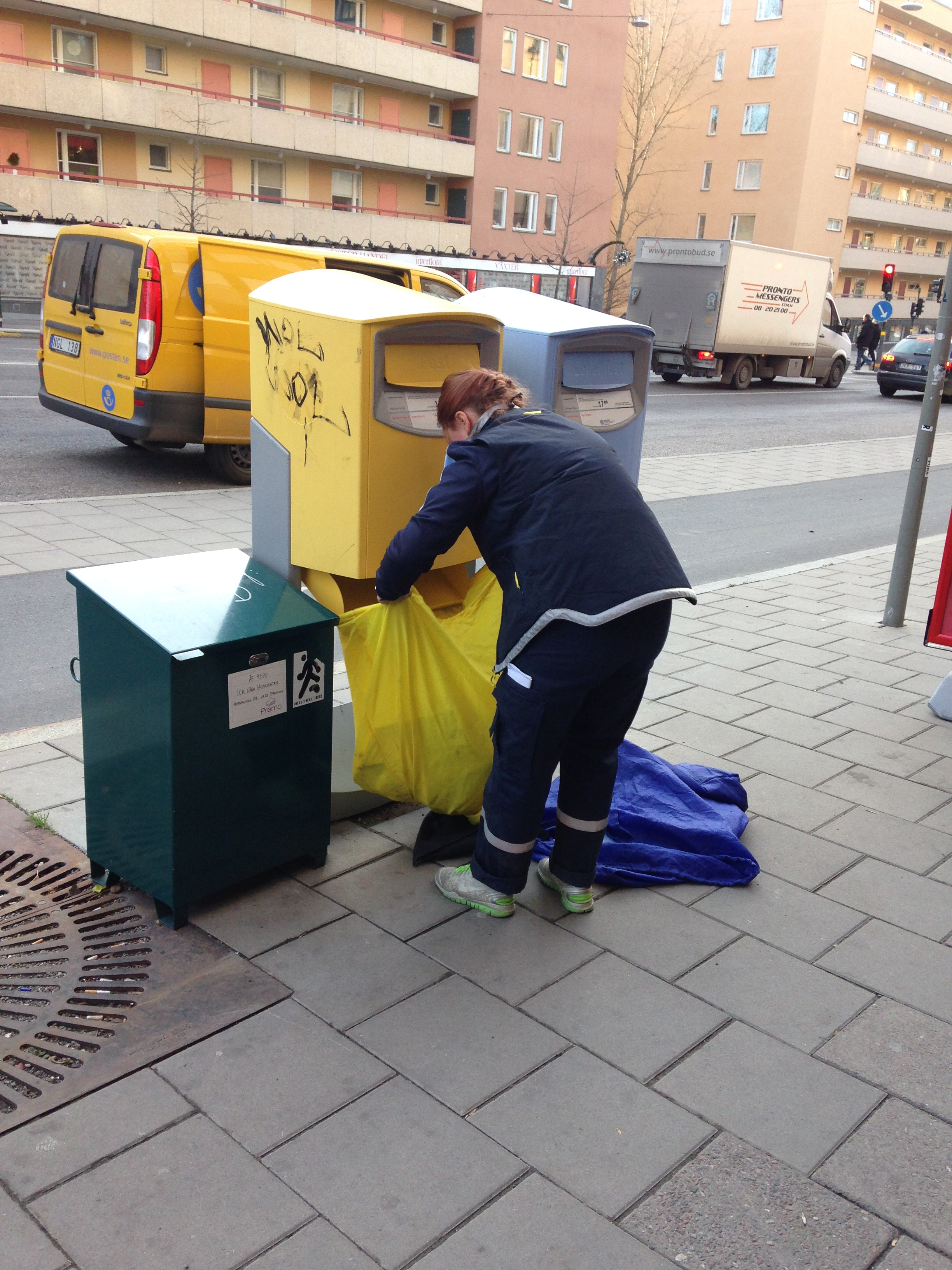
En brevbärare tömmer en brevlåda i Stockholm, 2013
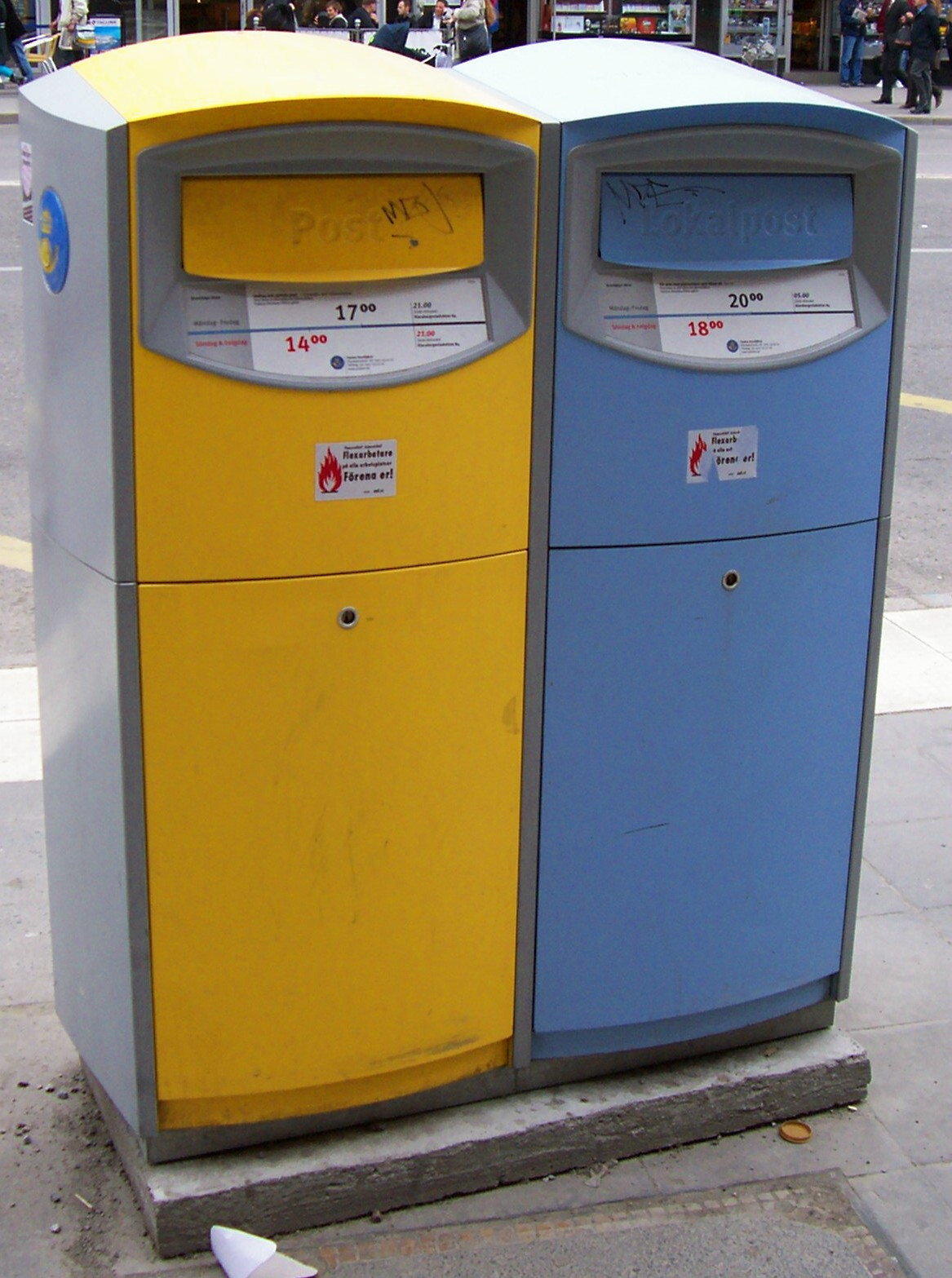
Brevlådor
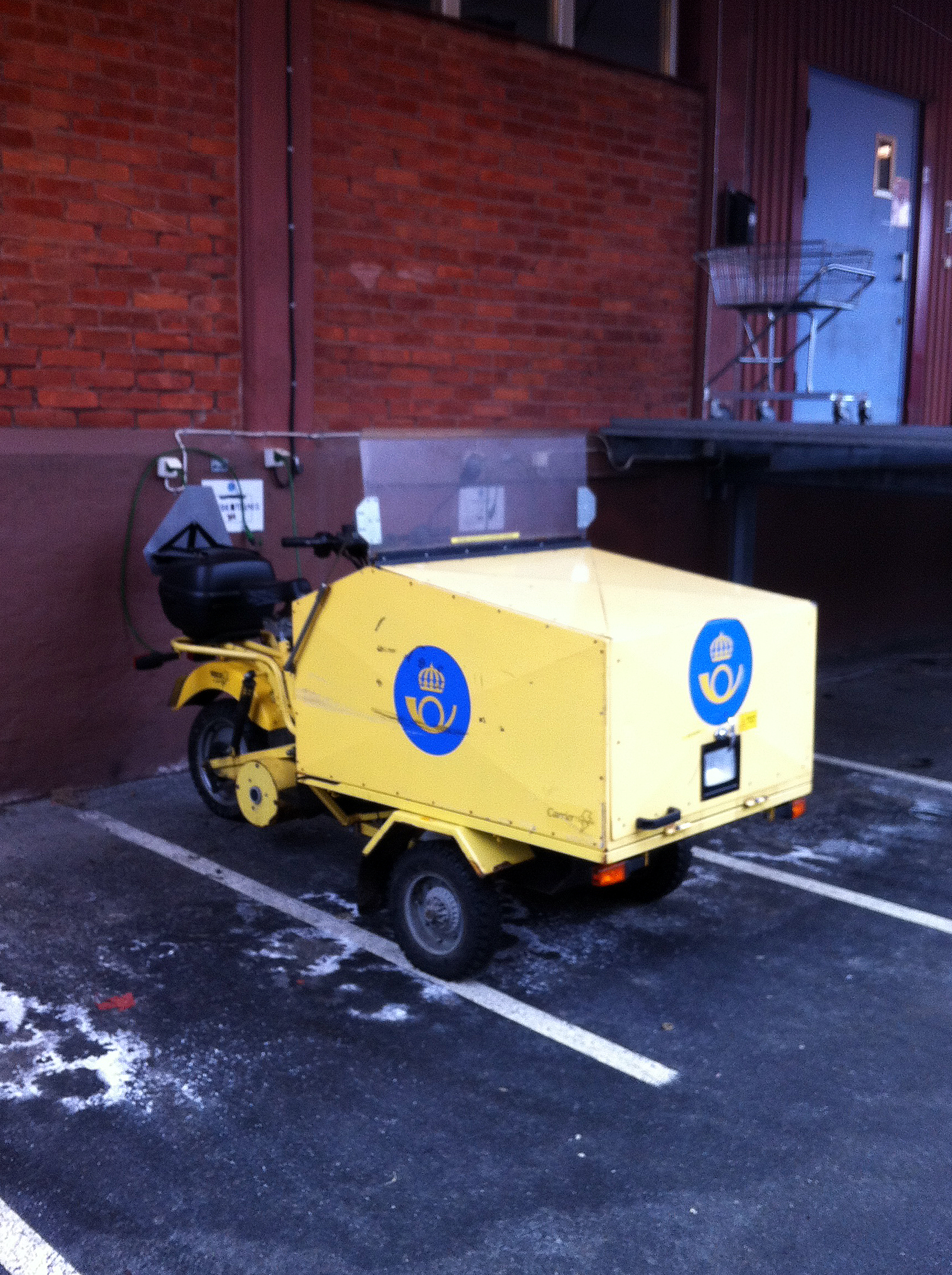
En av Postens ombyggda flakmopeder, Eriksberg i Göteborg, 2013
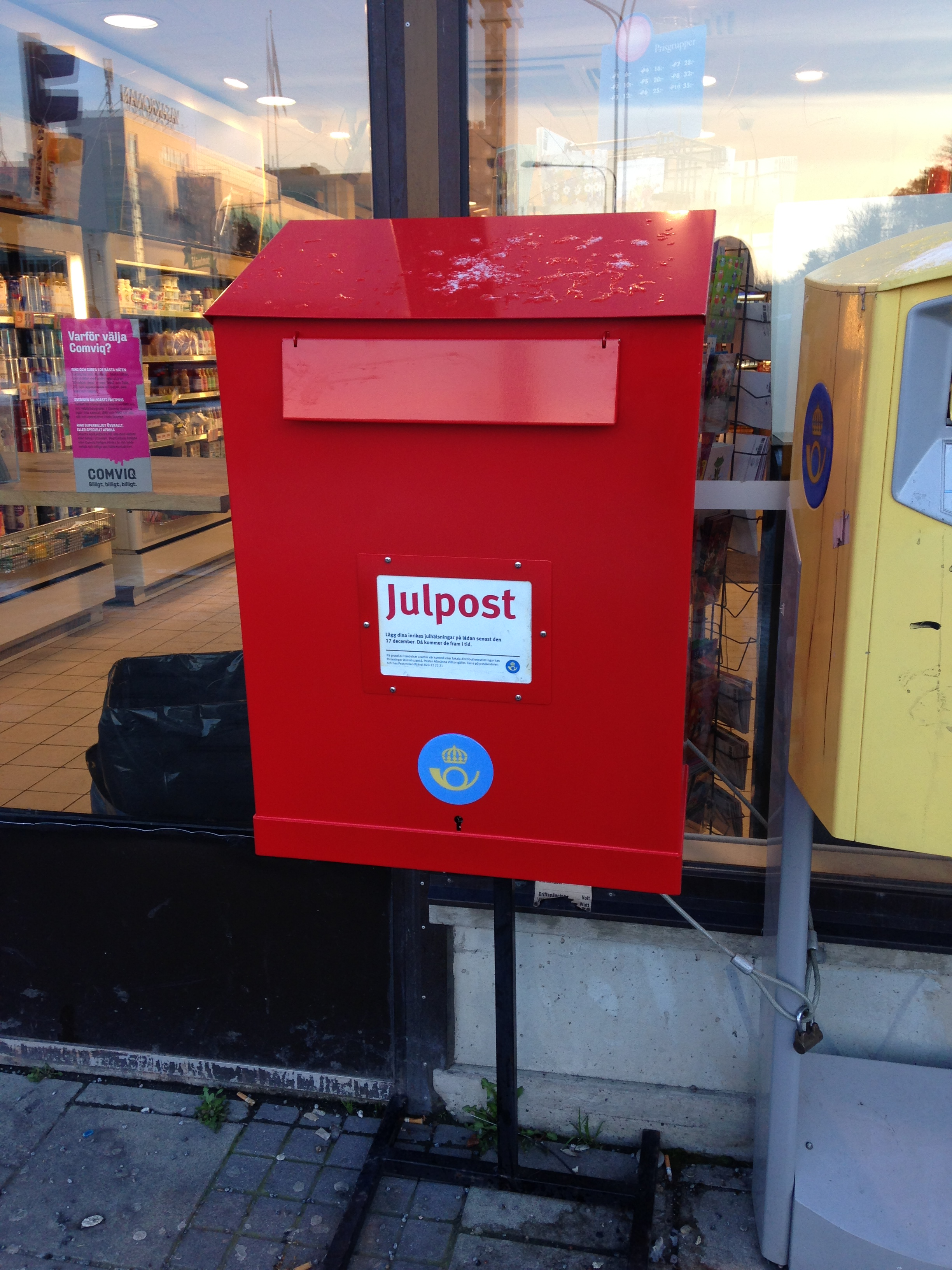
En av postens röda brevlådor för julpost i Stockholm, 2013
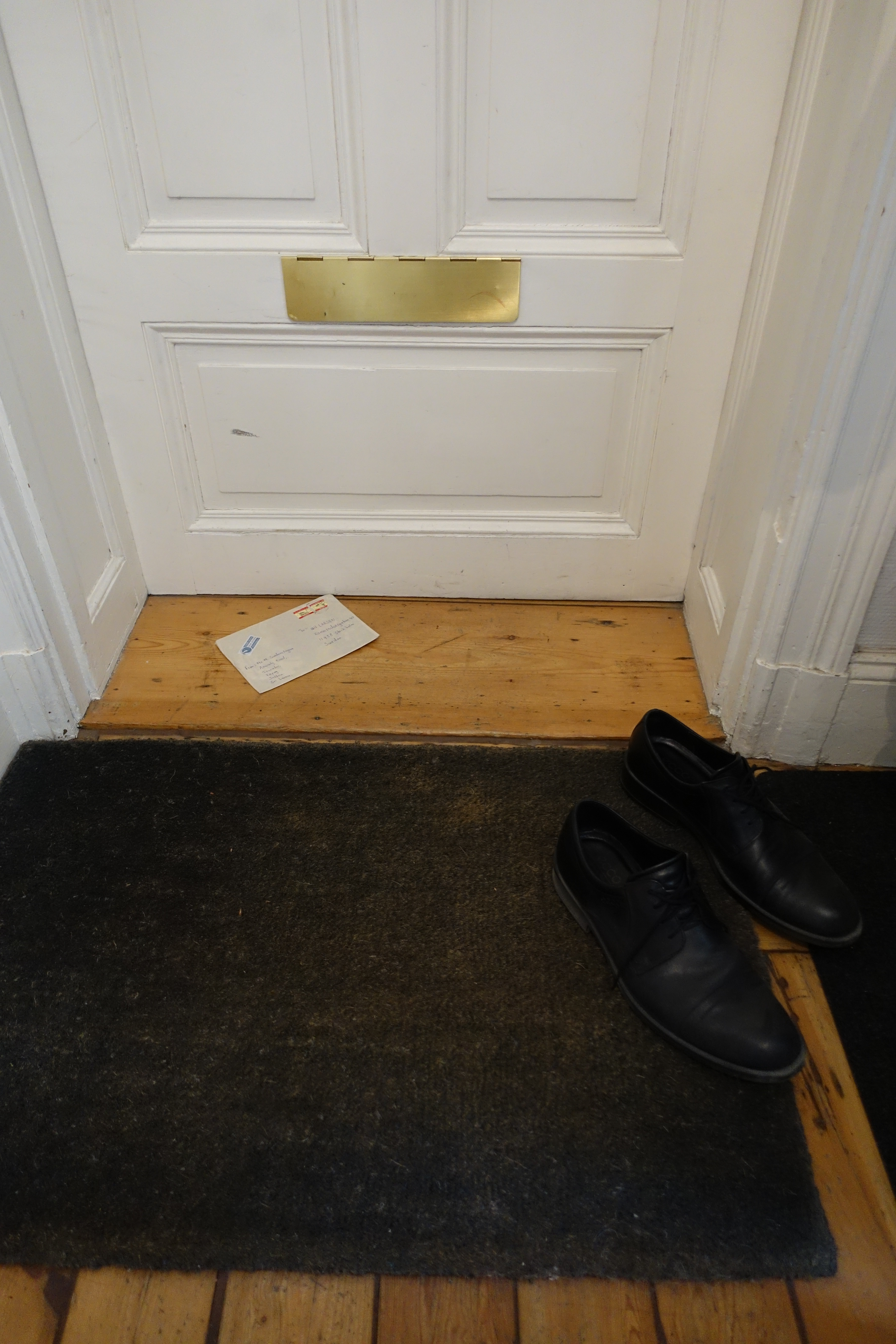
Brev levererat i postlådan i lägenhet i Stockholm, 2016
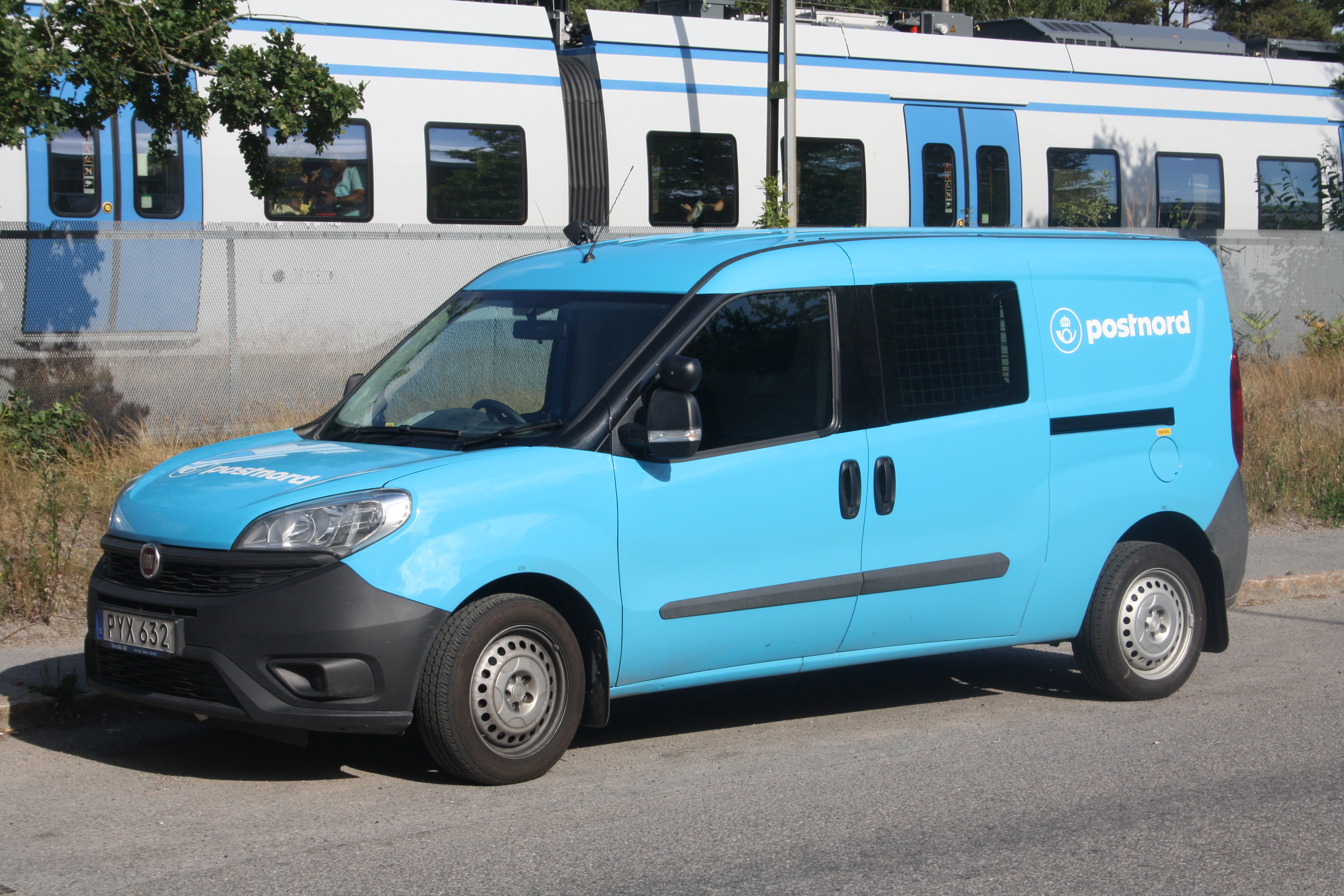
En bil från Postnord i Skogås, 2016